# Eurasische Nationale Universität

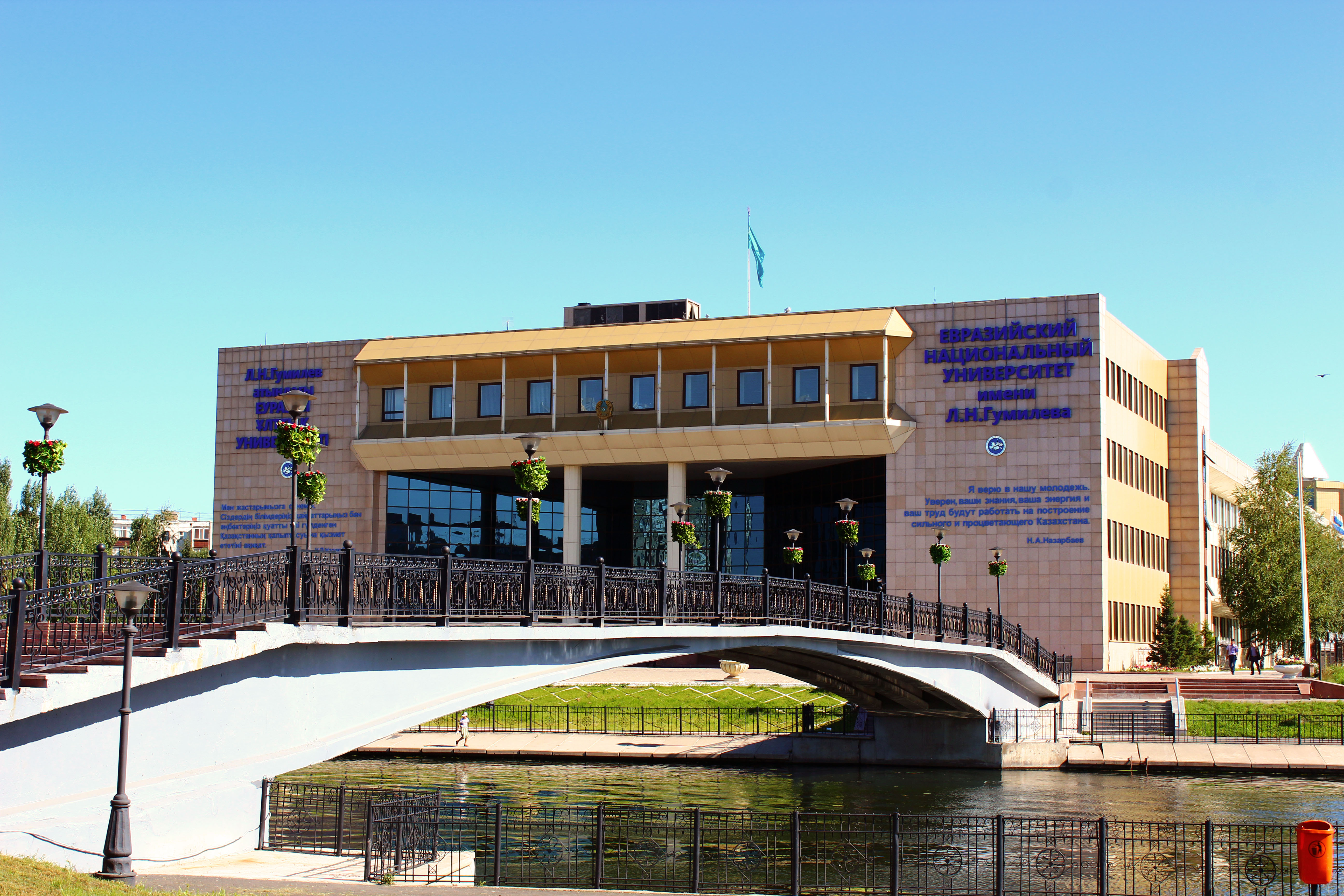
Hauptgebäude der Universität

Die Eurasische Nationale Gumiljow-Universität, kurz ENU, (russisch Евразийский национальный университет имени Л. Н. Гумилёва; kasachisch Л. Н. Гумилев атындағы Еуразия ұлттық университеті) ist eine Universität in der kasachischen Hauptstadt Astana. Sie ist nach dem russischen Historiker und Ethnologen Lew Gumiljow benannt.
Die Universität wurde im Jahr 1996 auf Initiative des kasachischen Präsidenten Nursultan Nasarbajew gegründet, und mit zwei bereits existierenden höheren Bildungseinrichtungen der Stadt, dem Pädagogischen und dem Ingenieur-Institut, zu einer Universität zusammengefasst. Verschiedenen Hochschul-Rankings zufolge ist sie 2012 die beste kasachische Universität.